# ايمانويل بيو
ايمانويل بيو (بالإسبانية: Emmanuel Pío)‏ هو لاعب كرة قدم أرجنتيني في مركز الوسط، ولد في 4 نوفمبر 1988 في Baradero ‏ في الأرجنتين. لعب مع بانفيلد وتيغري.

## وصلات خارجية
- ايمانويل بيو على موقع قاعدة بيانات كرة القدم.إي يو (الإنجليزية)
- ايمانويل بيو على موقع Soccerway.com (الإنجليزية)